# Elezioni parlamentari in Grecia del 2000
Le elezioni parlamentari in Grecia del 2000 si tennero il 9 aprile per il rinnovo del Parlamento ellenico. Esse videro la vittoria del Movimento Socialista Panellenico di Costas Simitis, che fu confermato Primo ministro.

## Risultati
| Liste                                                        | Voti      | %     | Seggi |
| ------------------------------------------------------------ | --------- | ----- | ----- |
| Movimento Socialista Panellenico                             | 3 007 596 | 43,79 | 158   |
| Nuova Democrazia                                             | 2 935 196 | 42,74 | 125   |
| Partito Comunista di Grecia                                  | 379 454   | 5,52  | 11    |
| Synaspismós                                                  | 219 880   | 3,20  | 6     |
| Movimento Sociale Democratico                                | 184 598   | 2,69  | –     |
| Unione Regionale Democratica                                 | 32 068    | 0,47  | –     |
| Unione dei Centristi                                         | 23 228    | 0,34  | –     |
| Unione degli Ecologisti                                      | 20 446    | 0,30  | –     |
| Alleanza Nazionale                                           | 14 703    | 0,21  | –     |
| Prima Linea - Fronte Ellenico                                | 12 125    | 0,18  | –     |
| Fronte della Sinistra Radicale                               | 8 132     | 0,12  | –     |
| Partito Comunista di Grecia (marxista-leninista)             | 7 301     | 0,11  | –     |
| Partito dell'Ellenismo                                       | 6 272     | 0,09  | –     |
| Partito Comunista Marxista-Leninista di Grecia - A/synécheia | 5 866     | 0,09  | –     |
| Altri <0,05%                                                 | 11 146    | 0,16  | –     |
| Totale                                                       | 6 868 011 | 100   | 300   |

| Riepilogo dei voti (+/- elezioni 1996)  | Riepilogo dei voti (+/- elezioni 1996) | Riepilogo dei voti (+/- elezioni 1996) | Riepilogo dei voti (+/- elezioni 1996) | Riepilogo dei voti (+/- elezioni 1996) | Riepilogo dei voti (+/- elezioni 1996) | Riepilogo dei voti (+/- elezioni 1996) |
| --------------------------------------- | -------------------------------------- | -------------------------------------- | -------------------------------------- | -------------------------------------- | -------------------------------------- | -------------------------------------- |
| Movimento Socialista Panellenico        | Movimento Socialista Panellenico       | Movimento Socialista Panellenico       |                                        |                                        | 43,79%                                 | ▲ 2,30                                 |
| Nuova Democrazia                        | Nuova Democrazia                       | Nuova Democrazia                       |                                        |                                        | 42,74%                                 | ▲ 4,62                                 |
| Partito Comunista di Grecia             | Partito Comunista di Grecia            | Partito Comunista di Grecia            |                                        |                                        | 5,52%                                  | ▼ 0,09                                 |
| Synaspismós                             | Synaspismós                            | Synaspismós                            |                                        |                                        | 3,20%                                  | ▼ 1,92                                 |
| Movimento Sociale Democratico           | Movimento Sociale Democratico          | Movimento Sociale Democratico          |                                        |                                        | 1,79%                                  | ▼ 1,74                                 |
| Altri <1,00%                            | Altri <1,00%                           | Altri <1,00%                           |                                        |                                        | 2,06%                                  | ▼ 0,22                                 |
| Riepilogo dei seggi (+/- elezioni 1996) |                                        |                                        |                                        |                                        |                                        |                                        |
|                                         |                                        |                                        |                                        |                                        |                                        |                                        |
| KKE                                     | 11                                     | ━                                      |                                        | Synaspismós                            | 6                                      | ▼ 4                                    |
| PASOK                                   | 158                                    | ▼ 4                                    |                                        | ND                                     | 125                                    | ▲ 17                                   |